# Джек Адамс

Террі Савчук в обіймах Джекі Адамса після фіналу Кубка Стенлі

Джон Джеймс «Джек» Адамс (англ. Jack Adams; 14 червня 1894, Форт-Вільям (тепер в межах міста Тандер-Бей), Онтаріо — 1 травня 1968, Детройт) — канадський хокеїст, тренер. Грав на позиції центрального нападника.

## Ігрова кар'єра
Професійну хокейну кар'єру розпочав 1917 року.
Протягом професійної клубної ігрової кар'єри, що тривала 11 років, захищав кольори команд «Торонто Аренас», «Ванкувер Мілліонерс», «Торонто Сент-Патрікс» та «Оттава Сенаторс».

## Тренерська робота
1927 року розпочав тренерську роботу в НХЛ. Працював з командою «Детройт Ред Вінгз».

## Досягнення
- Володар Кубка Стенлі, як гравець — «Торонто Аренас»: 1918, «Оттава Сенаторс»: 1927.
- Володар Кубка Стенлі, як генеральний менеджер та головний тренер «Детройт Ред Вінгз» — 1936, 1937 та 1943.
- Володар Кубка Стенлі, як генеральний менеджер «Детройт Ред Вінгз» — 1950, 1952, 1954 та 1955.
- Перша команда всіх зірок, тренер — 1937, 1943.
- Друга команда всіх зірок, тренер — 1945.

На його честь назвали щорічну нагороду Національної хокейної ліги, яка вручається тренерові, який зробив найбільший внесок у розвиток команди.

## Статистика
| Сезон        | Клуб                     | Ліга         | Регулярний сезон | Регулярний сезон | Регулярний сезон | Регулярний сезон | Регулярний сезон | Плей-оф | Плей-оф | Плей-оф | Плей-оф | Плей-оф |
| Сезон        | Клуб                     | Ліга         | І                | Г                | П                | О                | ШХ               | І       | Г       | П       | О       | ШХ      |
| ------------ | ------------------------ | ------------ | ---------------- | ---------------- | ---------------- | ---------------- | ---------------- | ------- | ------- | ------- | ------- | ------- |
| 1914–15      | «Форт-Вільям Мейпл Ліфс» | NHML         | —                | —                | —                | —                | —                | 2       | 4       | 0       | 4       | 3       |
| 1915–16      | «Калюмет Мінерс»         | NMHL         | —                | —                | —                | —                | —                | —       | —       | —       | —       | —       |
| 1916–17      | «Пітерборо 247»          | ОХА          | —                | —                | —                | —                | —                | —       | —       | —       | —       | —       |
| 1917–18      | «Сарнія Сейлорс»         | ОХА          | 6                | 15               | 0                | 15               | —                | —       | —       | —       | —       | —       |
| 1917–18      | «Торонто Аренас»         | НХЛ          | 8                | 0                | 0                | 0                | 31               | 2       | 1       | 0       | 1       | 6       |
| 1918–19      | «Торонто Аренас»         | НХЛ          | 17               | 3                | 3                | 6                | 35               | —       | —       | —       | —       | —       |
| 1919–20      | «Ванкувер Мілліонерс»    | ТХА          | 22               | 9                | 6                | 15               | 18               | 2       | 0       | 0       | 0       | 0       |
| 1920–21      | «Ванкувер Мілліонерс»    | ТХА          | 24               | 17               | 12               | 29               | 60               | 2       | 3       | 0       | 3       | 0       |
| 1921–22      | «Ванкувер Мілліонерс»    | ТХА          | 24               | 26               | 4                | 30               | 24               | 2       | 1       | 0       | 1       | 0       |
| 1921–22      | «Ванкувер Мілліонерс»    | Захід        | —                | —                | —                | —                | —                | 2       | 0       | 0       | 0       | 12      |
| 1921–22      | «Ванкувер Мілліонерс»    | КС           | —                | —                | —                | —                | —                | 5       | 6       | 1       | 7       | 18      |
| 1922–23      | «Торонто Сент-Патрікс»   | НХЛ          | 23               | 19               | 9                | 28               | 64               | —       | —       | —       | —       | —       |
| 1923–24      | «Торонто Сент-Патрікс»   | НХЛ          | 22               | 14               | 4                | 18               | 51               | —       | —       | —       | —       | —       |
| 1924–25      | «Торонто Сент-Патрікс»   | НХЛ          | 27               | 21               | 10               | 31               | 67               | 2       | 1       | 0       | 1       | 7       |
| 1925–26      | «Торонто Сент-Патрікс»   | НХЛ          | 36               | 21               | 5                | 26               | 52               | —       | —       | —       | —       | —       |
| 1926–27      | «Оттава Сенаторс»        | НХЛ          | 40               | 5                | 1                | 6                | 66               | 6       | 0       | 0       | 0       | 0       |
| Усього в НХЛ | Усього в НХЛ             | Усього в НХЛ | 173              | 83               | 32               | 115              | 366              | 10      | 2       | 0       | 2       | 13      |
| Усього в ТХА | Усього в ТХА             | Усього в ТХА | 70               | 52               | 22               | 74               | 102              | 6       | 4       | 0       | 4       | 0       |
| Усього в КС  | Усього в КС              | Усього в КС  | —                | —                | —                | —                | —                | 5       | 6       | 1       | 7       | 18      |

Джерело:

## Тренерська статистика
| Команда           | Сезон   | Регулярний сезон | Регулярний сезон | Регулярний сезон | Регулярний сезон | Регулярний сезон | Регулярний сезон           | Плей-оф                                                 |
| Команда           | Сезон   | І                | В                | П                | Н                | О                | Результат                  | Результат                                               |
| ----------------- | ------- | ---------------- | ---------------- | ---------------- | ---------------- | ---------------- | -------------------------- | ------------------------------------------------------- |
| Детройт Кугарс    | 1927–28 | 44               | 19               | 19               | 6                | 44               | 4-е Американський дивізіон | –                                                       |
| Детройт Кугарс    | 1928–29 | 44               | 19               | 16               | 9                | 47               | 3-є Американський дивізіон | Поступились Торонто Мейпл-Ліфс                          |
| Детройт Кугарс    | 1929–30 | 44               | 14               | 24               | 6                | 34               | 4-е Американський дивізіон | –                                                       |
| Детройт Фалконс   | 1930–31 | 44               | 16               | 21               | 7                | 39               | 4-е Американський дивізіон | –                                                       |
| Детройт Фалконс   | 1931–32 | 48               | 18               | 20               | 10               | 46               | 3-є Американський дивізіон | Поступились Монреаль Марунс                             |
| Детройт Ред Вінгз | 1932–33 | 48               | 25               | 15               | 8                | 58               | 2-е Американський дивізіон | Поступились Нью-Йорк Рейнджерс                          |
| Детройт Ред Вінгз | 1933–34 | 48               | 24               | 14               | 10               | 58               | 1-е Американський дивізіон | Поступились у фіналі Кубка Стенлі Чикаго Блек Гокс      |
| Детройт Ред Вінгз | 1934–35 | 48               | 19               | 22               | 7                | 45               | 4-е Американський дивізіон | –                                                       |
| Детройт Ред Вінгз | 1935–36 | 48               | 24               | 16               | 8                | 56               | 1-е Американський дивізіон | Володарі Кубка Стенлі                                   |
| Детройт Ред Вінгз | 1936–37 | 48               | 25               | 14               | 9                | 59               | 1-е Американський дивізіон | Володарі Кубка Стенлі                                   |
| Детройт Ред Вінгз | 1937–38 | 48               | 12               | 25               | 11               | 35               | 4-е Американський дивізіон | –                                                       |
| Детройт Ред Вінгз | 1938–39 | 48               | 18               | 24               | 6                | 42               | 5-е НХЛ                    | Поступились Торонто Мейпл-Ліфс                          |
| Детройт Ред Вінгз | 1939–40 | 48               | 16               | 26               | 6                | 38               | 5-е НХЛ                    | Поступились Торонто Мейпл-Ліфс                          |
| Детройт Ред Вінгз | 1940–41 | 48               | 21               | 16               | 11               | 53               | 3-є НХЛ                    | Поступились у фіналі Кубка Стенлі Бостон Брюїнс         |
| Детройт Ред Вінгз | 1941–42 | 48               | 19               | 25               | 4                | 42               | 5-е НХЛ                    | Поступились у фіналі Кубка Стенлі Торонто Мейпл-Ліфс    |
| Детройт Ред Вінгз | 1942–43 | 50               | 25               | 14               | 11               | 61               | 1-е НХЛ                    | Володарі Кубка Стенлі                                   |
| Детройт Ред Вінгз | 1943–44 | 50               | 26               | 18               | 6                | 58               | 2-е НХЛ                    | Поступились у півфіналі Кубка Стенлі Чикаго Блек Гокс   |
| Детройт Ред Вінгз | 1944–45 | 50               | 31               | 14               | 5                | 67               | 2-е НХЛ                    | Поступились у фіналі Кубка Стенлі Торонто Мейпл-Ліфс    |
| Детройт Ред Вінгз | 1945–46 | 50               | 20               | 20               | 10               | 50               | 4-е НХЛ                    | Поступились у півфіналі Кубка Стенлі Бостон Брюїнс      |
| Детройт Ред Вінгз | 1946–47 | 60               | 22               | 27               | 11               | 55               | 4-е НХЛ                    | Поступились у півфіналі Кубка Стенлі Торонто Мейпл-Ліфс |
| Разом             | Разом   | 964              | 413              | 390              | 161              | 987              |                            |                                                         |